# Mantelau
Mantelau ist eine osttimoresische Siedlung im Suco Manutaci (Verwaltungsamt Ainaro, Gemeinde Ainaro).

## Geographie
Das Dorf Mantelau liegt im Osten der Aldeia Bau-Hati-Lau in einer Meereshöhe von 1011 m, an einer Abzweigung der Überlandstraße von Ainaro nach Maubisse. Im Südosten schließt sich das Dorf Poreme (Aldeia Canudo) an, der Abzweigung weiter nach Nordwesten folgend, erreicht man das Dorf Hato-Meta-Udo. Westlich verläuft der Maumall, ein Nebenflusses des Belulik.